# Надбягване с чували
„Надбягване с чували“ (на френски: La course en sacs) е френски късометражен документален ням филм на режисьора Луи Люмиер. Филмът е заснет през 1895 година, но официално е представен пред публика година по-късно, на 28 октомври 1896.

## Сюжет
Стационарно разположената камера гледа към противоположния край на улицата, където от двете страни по тротоарите се е събрала тълпа, а няколко конкурента са готови да се включат в надбягване с чували. Когато надпреварата започва, някои от участниците, усвоили техниката на придвижване, взимат преднина. Изостаналите се опитват да наваксат пасива, бурно окуражавани от публиката, а едно куче тича по средата на улицата между състезателите.